# Leptodactylus fragilis
Leptodactylus fragilis е вид жаба от семейство Жаби свирци (Leptodactylidae). Видът не е застрашен от изчезване.

## Разпространение
Разпространен е в Белиз, Венецуела, Гватемала, Колумбия, Коста Рика, Мексико, Никарагуа, Панама, Салвадор, САЩ и Хондурас.

## Описание
Популацията на вида е стабилна.